# Pete Travis
Pete Travis (* in Salford, England) ist ein britischer Filmregisseur, bekannt für seine politischen Filme und für die Comicverfilmung Dredd (2012).

## Karriere
Travis kam erst spät zum Film. Er arbeitete vorher als Sozialarbeiter.
Nach einigen Regiearbeiten für Serienfolgen schuf Travis 2003 mit dem für ITV produzierten Fernsehzweiteiler Henry VIII mit Ray Winstone in der Rolle des aggressiven Königs sein ersteres größeres Werk. Omagh über den IRA-Bombenanschlag von Omagh 1998 nach einem Drehbuch von Paul Greengrass bekam 2004 mehrere Festivalpreise.
Sein erster Kinofilm 8 Blickwinkel mit Dennis Quaid über einen Anschlag auf den US-Präsidenten in Salamanca war 2008 trotz schlechter Kritiken an den Kinokassen erfolgreich. Endgame über die letzte Zeit der Apartheid mit Chiwetel Ejiofor als Thabo Mbeki erhielt gemischte Kritiken. 2012 verfilmte er mit Dredd einen für ihn eher ungewöhnlichen reinen Actionfilm mit Karl Urban in der Hauptrolle. Während der Produktion kam es zu Konflikten zwischen Travis und dem Studio Lionsgate, so dass letztlich Drehbuchautor Alex Garland den Film fertigstellte, was aber erst Jahre später publik wurde.

## Filmografie (Auswahl)
Regisseur
- 1997: The Bill (Fernsehserie, 2 Episoden)
- 1998: Bill’s New Frock (Fernsehfilm)
- 1999: Home Farm Twins (Fernsehserie, 5 Episoden)
- 1999: Cold Feet (Fernsehserie, 2 Episoden)
- 2002: The Jury (Fernsehserie, 6 Episoden)
- 2003: Henry VIII (Fernsehfilm)
- 2004: Omagh – Das Attentat (Omagh, Fernsehfilm)
- 2008: 8 Blickwinkel (Vantage Point)
- 2009: Endgame
- 2012: Dredd
- 2013: Legacy (Fernsehfilm)
- 2015: The Go-Between (Fernsehfilm)
- 2016: City of Tiny Lights
- 2017: Fearless (Miniserie, 5 Episoden)
- 2019–2020: Project Blue Book (Fernsehserie, 4 Episoden)
- 2021: Bloodlands (Fernsehserie, 4 Episoden)
- 2022: Marie Antoinette (Fernsehserie, 4 Episoden)

Drehbuchautor
- 2015: The Gunman